# Il était une fois… l'Espace
Pour les articles homonymes, voir Il était une fois.
Il était une fois… l'Homme Il était une fois… la Vie
Il était une fois… l'Espace est une série télévisée d'animation française en 26 épisodes de 25 minutes, créée en 1981 par Albert Barillé pour les studios Procidis en coproduction avec le studio japonais Eiken et diffusée à partir du 2 octobre 1982 sur FR3. Au Québec, la diffusion a débuté plus tôt, dès le 15 septembre 1982 à la Télévision de Radio-Canada et rediffusée à partir du 20 mars 1997 à Télé-Québec.

## Synopsis
Cette série succède à la première du genre, intitulée Il était une fois… l'Homme. Elle reprend la quasi-totalité des personnages de cette dernière pour les transposer dans un décor et des scénarios de science-fiction. Elle est destinée aux enfants comme aux adultes.
L'Humanité s'est étendue à travers l'espace dans un futur lointain et a rencontré d'autres races extraterrestres avec lesquelles l'entente et la collaboration sont d'importance. Ensemble, elles ont créé la Confédération Oméga, une organisation interstellaire composée de leurs différentes espèces. Une scientifique humaine est la présidente du groupe (la présidente Pierrette) et chaque race envoie des émissaires pour siéger au sein du groupe décisionnel. Les membres sont la Terre et diverses constellations d'où proviennent les autres groupes ethniques, comme Andromède, le Scorpion ou encore Cassiopée. La Confédération Oméga est dédiée à l'exploration spatiale et au maintien de la paix galactique grâce à sa Police Spatiale placée sous le commandement du colonel Pierre, lequel est secondé par le commandant Legros.
Le fil de l'histoire suit les aventures du lieutenant Pierrot, du lieutenant Psi, du robot Metro, et dans une moindre mesure, du lieutenant Petit-Gros. Les trois humains viennent tout juste de sortir de l'académie de la Police Spatiale. Ils commencent leur carrière alors que la turbulente république militaire de Cassiopée, dirigée par le général Le Teigneux assisté du consul Le Nabot, mène une campagne de déstabilisation contre la Confédération. En effet, Le Teigneux entend la soumettre à sa totale volonté avec l'aide d'alliés inconnus.
La situation s'aggrave considérablement avec la découverte d'une nouvelle planète du nom de Yama, et de la menace d'une ampleur sans précédent qu'elle renferme : la race des Humanoïdes, contrôlée par le Grand Ordinateur, lequel veut conquérir tout l'univers et imposer sa loi à toute vie organique en déclenchant la plus grande guerre qui ait jamais eu lieu…

## Personnages principaux

### Protagonistes
- Le colonel Pierre est le chef de la police spatiale d'Oméga et le mari de la présidente de la Confédération. Heureux en ménage, il est droit, strict et d'une grande moralité.
- La présidente Pierrette est la dirigeante de la Confédération Oméga et la compagne du colonel Pierre. Épouse et mère de famille attentionnée, scientifique de formation, elle représente l'archétype de la femme moderne exerçant de lourdes responsabilités liées à son éminente fonction. Son caractère affable concourt à sa politique visant le consensus et le maintien de l'entente entre les membres du Conseil.
- Le lieutenant, puis capitaine Pierrot, fils du colonel Pierre et de la présidente Pierrette. Il rejoint la police spatiale de la Confédération Oméga après ses études et se retrouve aux commandes d'un vaisseau Libellule. Pierrot débute la série avec le grade de lieutenant puis se voit promu capitaine à la suite d'un acte de bravoure permettant de sauver la Terre d'une gigantesque fusée téléguidée. C'est un jeune homme bon, courageux et parfois intrépide. Initialement, il ne juge pas les capacités de Psi à leur juste valeur mais il tient compte davantage de ses avis par la suite.
- La lieutenant Mercedes, surnommée Psi[3], est une jeune femme intègre, attentive et pondérée. Géologue de formation, coéquipière et compagne de Pierrot, elle est son second pendant plusieurs missions périlleuses de patrouille de la Police spatiale. Elle a l'habitude d'agir avec méthode et finesse. Particulièrement intuitive, elle tente à maintes reprises de convaincre son partenaire incrédule du bien-fondé de ses précognitions. Elle possède effectivement certains pouvoirs qui lui permettent d'entrevoir un danger ou de communiquer par télépathie, en sus d'une faculté d'hypnotisme[4], talents qui lui valent son surnom[5]. Respectant les êtres vivants dans leur ensemble, elle se sert uniquement de ses armes pour paralyser, jamais pour tuer. Elle est d'origine sud-américaine, et plus spécifiquement de nationalité brésilienne [6].
- Métro est un « androïde à cerveau positronique ». En tant qu'équivalent robotique du professeur Maestro, il est considéré comme un savant parmi ses pairs mécaniques. Lors des révoltes robotiques, il sert donc d'émissaire aux humains, voire de champion dans le cadre des duels qui l'opposent à de bien plus grands adversaires, tel l'énorme Goldenbar qu'il parvient à vaincre par la ruse. Création de Maestro, Métro se croit — souvent à raison — plus logique, plus débrouillard et plus intelligent que le professeur, ce qui énerve prodigieusement ce dernier. En outre doté du même caractère que son créateur, il se montre geignard, vieux jeu et radoteur. Toutefois, il fait preuve d'une grande curiosité vis-à-vis du fonctionnement de l'espèce humaine. Lorsqu'il accompagne Pierrot et Psi dans leurs patrouilles, il se montre d'une aide précieuse pour mettre en lumière les particularités des mondes visités. En outre, il tire souvent ses coéquipiers humains d'un mauvais pas grâce à sa logique, ses connaissances mécaniques et sa capacité de voler dans les airs. Détruit lors d'un accident, Métro sera reconstruit par Maestro.
- Le professeur Maestro est le scientifique en chef et le doyen de la Confédération Oméga. Il dispose d'une voix consultative au Conseil en raison de son bagage scientifique. Radoteur, râleur, il est souvent interrompu lorsqu'il se lance dans des explications trop techniques ou rébarbatives, mais les membres du Conseil le considèrent néanmoins comme la voix de la sagesse. Il est le créateur de Métro, conçu à son image et son caractère, par conséquent source de controverses comiques entre les deux savants. Les principaux vaisseaux de la flotte de la Police Spatiale d'Oméga sont également échafaudés suivant ses plans.
- Le commandant Le Gros est le second du colonel Pierre. Doté d'un tempérament direct et impulsif, il apprécie les prises d'initiatives et préfère le combat et les défis physiques aux discussions. Il ne cache pas son aversion pour les membres de la confédération de Cassiopée, qu'il perçoit comme une menace.
- Le lieutenant Petit-Gros est le meilleur ami de Pierrot : ils ont suivi ensemble les enseignements de l'Académie de police et se connaissent de longue date. Fils du commandant Le Gros, il a hérité du même tempérament direct, notamment l'appétence pour la bagarre. Doté d'un physique hors-norme et d'une force à toute épreuve, il se montre parfois balourd, mais toujours brave, intègre et franc. Comme son père, il travaille dans la Police spatiale d'Oméga.

### Antagonistes
- Le général Le Teigneux est le chef suprême de la Constellation de Cassiopée, peuplée par des extra-terrestres pratiquement identiques aux humains, mises à part leurs oreilles longues et pointues. Archétype du méchant et du dictateur ombrageux, le général se montre agressif, autoritaire, stupide et borné. Bien qu'il soit parvenu à la tête de la Constellation de Cassiopée par élection, il ne respecte pas le jeu démocratique et fait arrêter ses conseillers lorsqu'ils le contrarient. Membre remuant et irascible de la Confédération Oméga, Le Teigneux n'est raisonné qu'à grand-peine par la présidente Pierrette, qui doit sans cesse alterner diplomatie et intimidation à son encontre. De tous les membres de la Confédération, sa race possède la technologie militaire la plus avancée et la plus puissante. À terme, le général finit d'ailleurs par couper les ponts avec la Confédération Oméga : souhaitant conquérir l'univers par tous les moyens, Le Teigneux forge une alliance avec le Grand Ordinateur, croyant (à tort) pouvoir manipuler les mystérieux Humanoïdes pour son compte personnel. Il scelle ainsi sa perte et l'asservissement de Cassiopée lorsque son armada spatiale est écrasée par l'immense flotte robotique.
- Le Nabot assume les fonctions consulaires au Conseil de la Confédération Oméga jusqu'à la rupture diplomatique entre la Constellation de Cassiopée et la Confédération. Il sera par la suite le représentant diplomatique de Cassiopée auprès des Humanoïdes. Conseiller du général Le Teigneux, le Nabot compense sa faiblesse physique et sa veulerie par la ruse et la fourberie. Il tire ainsi les ficelles en manœuvrant son terrible chef, utilisant son caractère emporté à ses propres fins. Par ailleurs, le Nabot souhaite exploiter les pouvoirs étranges de Psi au profit de Cassiopée.
- Le Grand Ordinateur apparaît de visu vers la fin de la série, durant l'épisode 21 ; cependant ses actions et leurs répercussions se manifestent fort en amont. Tête pensante et cerveau des Humanoïdes de la planète Yama, son but ultime consiste à empêcher toute guerre. Pour y parvenir, il entend imposer une dictature totalitaire à toutes les créatures pensantes de l'univers. Créée deux siècles plus tôt par le professeur Shiva, un scientifique terrien las des conflits, l'entité robotique poursuit de manière radicale les visées de son maître décédé, sans jamais remettre en cause son enseignement passé et son projet final. Ayant aisément décrypté les secrets de fabrication de l'armement moderne que le général Le Teigneux lui a massivement fourni, le Grand Ordinateur se retourne contre son ancien allié avant de menacer la Confédération Oméga. Prêts à déclencher la plus grande conflagration jamais connue, les Humanoïdes incarnent la nature systématique et froide des machines qui, si perfectionnées soient-elles, ne sauraient totalement remplacer le jugement humain.

### Personnages secondaires
- Maestro du XXe siècle. Ce Maestro-là est l'homonyme du Maestro d'Oméga. Parti de la Terre au début du XXIe siècle, il a hiberné durant un millier d'années avant de se retrouver à Oméga à l'époque de la série. Il ressemble physiquement (notamment par sa calvitie) au créateur de la série, Albert Barillé.
- Petite Pierrette, fille du colonel Pierre et de la présidente Pierrette. Elle apparaît très rarement dans la série bien qu'elle figure au générique de fin. Elle fera notamment partie de l'équipage choisi par son frère (Pierrot) pour aller à la rencontre du Grand Ordinateur ainsi que de celui qui entre en contact avec les êtres spirituels dans l'épisode 26. Elle est souvent associée à Petit Gros.

## Épisodes
La série a été diffusée à partir du 2 octobre 1982 sur FR3. Au Québec, la diffusion a débuté plus tôt, dès le 15 septembre 1982 à la Télévision de Radio-Canada et rediffusée à partir du 20 mars 1997 à Télé-Québec.
Les six derniers épisodes de la série ont été regroupés en un film, La Revanche des Humanoïdes, d'une durée de 94 minutes, et diffusé au cinéma en France en 1983. La série est rediffusée en 2017 sur France 4. En 2022, une version restaurée par les studios de Carlotta Films ressort au cinéma.

## Création

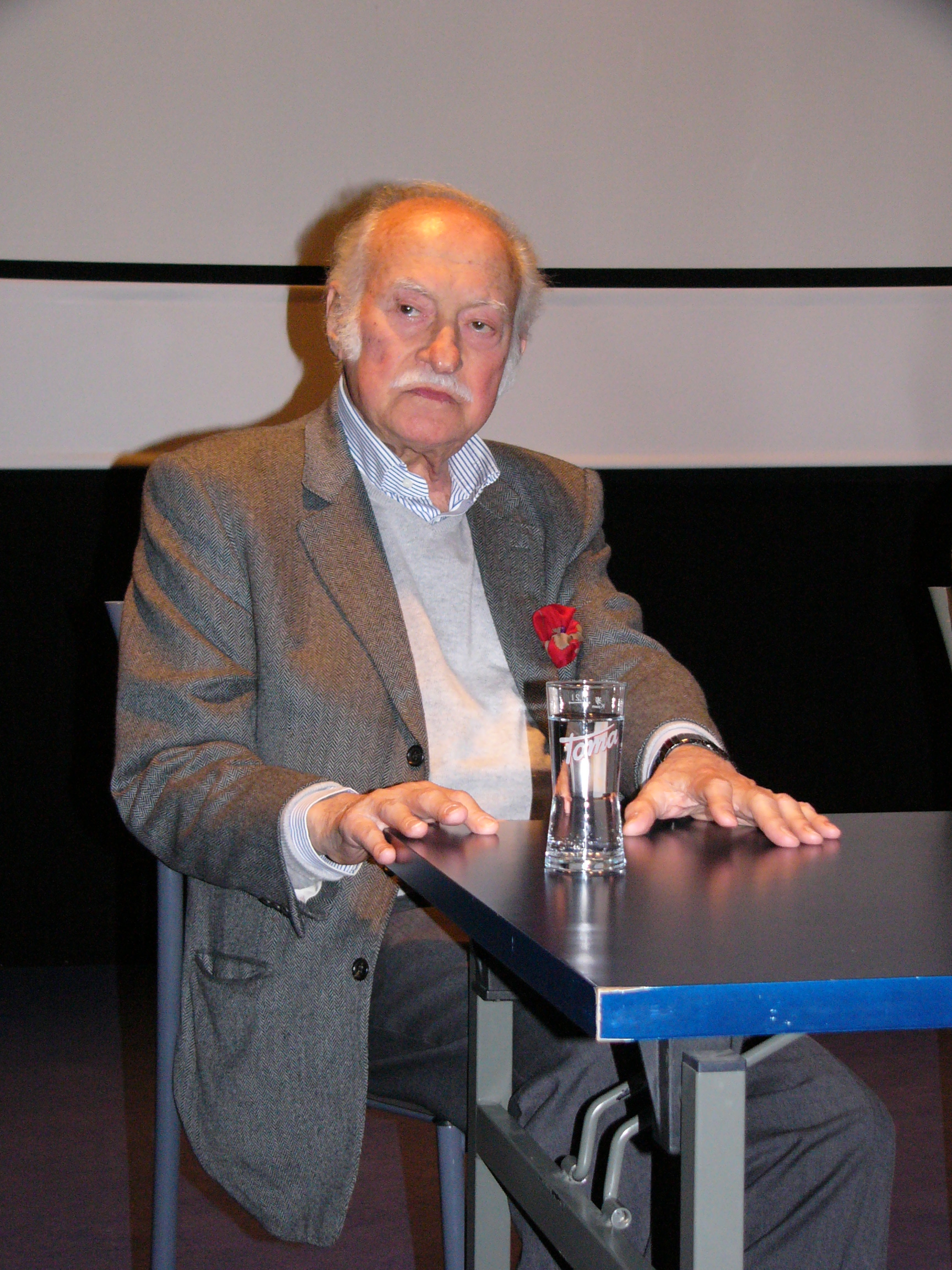
Albert Barillé en 2007.

Contrairement à de nombreuses séries de cette époque, Il était une fois… l'Espace est de conception essentiellement européenne (la chaîne FR3 y jouant un rôle central), et apporte un très grand soin au graphisme, à l'exactitude scientifique (nom des constellations et des étoiles, positions et aspect respectifs des planètes du système solaire, etc.) ainsi qu'aux musiques d'ambiance, créées par le célèbre compositeur Michel Legrand et exécutées par un orchestre symphonique. Autre différence fondamentale avec de nombreuses séries animées américaines ou japonaises de l'époque, la violence y est quasiment absente, les héros utilisant le plus souvent des armes paralysantes, et non leurs rayons laser désintégrateurs (rares cas d'emploi contre des animaux féroces).
Les scénari et dialogues sont d'Albert Barillé. Bien que souvent inédit, le scénario de plusieurs épisodes adapte en fait des éléments de la mythologie grecque. La série est aussi conçue et réalisée par Albert Barillé. Les dessins, graphisme, recherches plastiques sont de René Borg (character design), Manchu (Mecha Design), Jean Barbaud et Afrula Hadjiyanakis. Les décors sont de Philippe Bouchet (Manchu) et Afrula Hadjiyanakis. Les musiques sont de Michel Legrand. Les orchestration et arrangements sont d'Armand Migiani. Le générique s'intitule Il était une fois… l'Espace, chanté par Jean-Pierre Savelli, et les paroles sont d'Albert Barillé. La direction artistique est de René Borg et Keishi Kamezaki.
La synchronisation est de Jacques Michau[réf. nécessaire]. Les storyboards sont de Jean-Pierre Sornin, Rachel Meyer, Stéphane Sainte-Foy, Michel Boule, Jean-Yves Raimbaud, Michel Clatigny, et Didier Gourdin.
Bien que la société de production Procidis soit française, de nombreux pays ont participé à la réalisation de cette série. Dans l'ordre des crédits : FR3 (France), Société Radio-Canada (Canada), Radiotelevisione italiana (Italie), Radiotelevisión Española (Espagne), KRO Holland (Pays-Bas), Crustel S.A. (Argentine), et Eiken Co.Ltd (Japon).

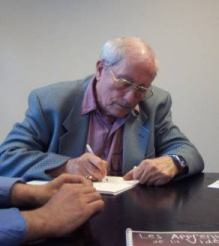
René Borg en 2004.
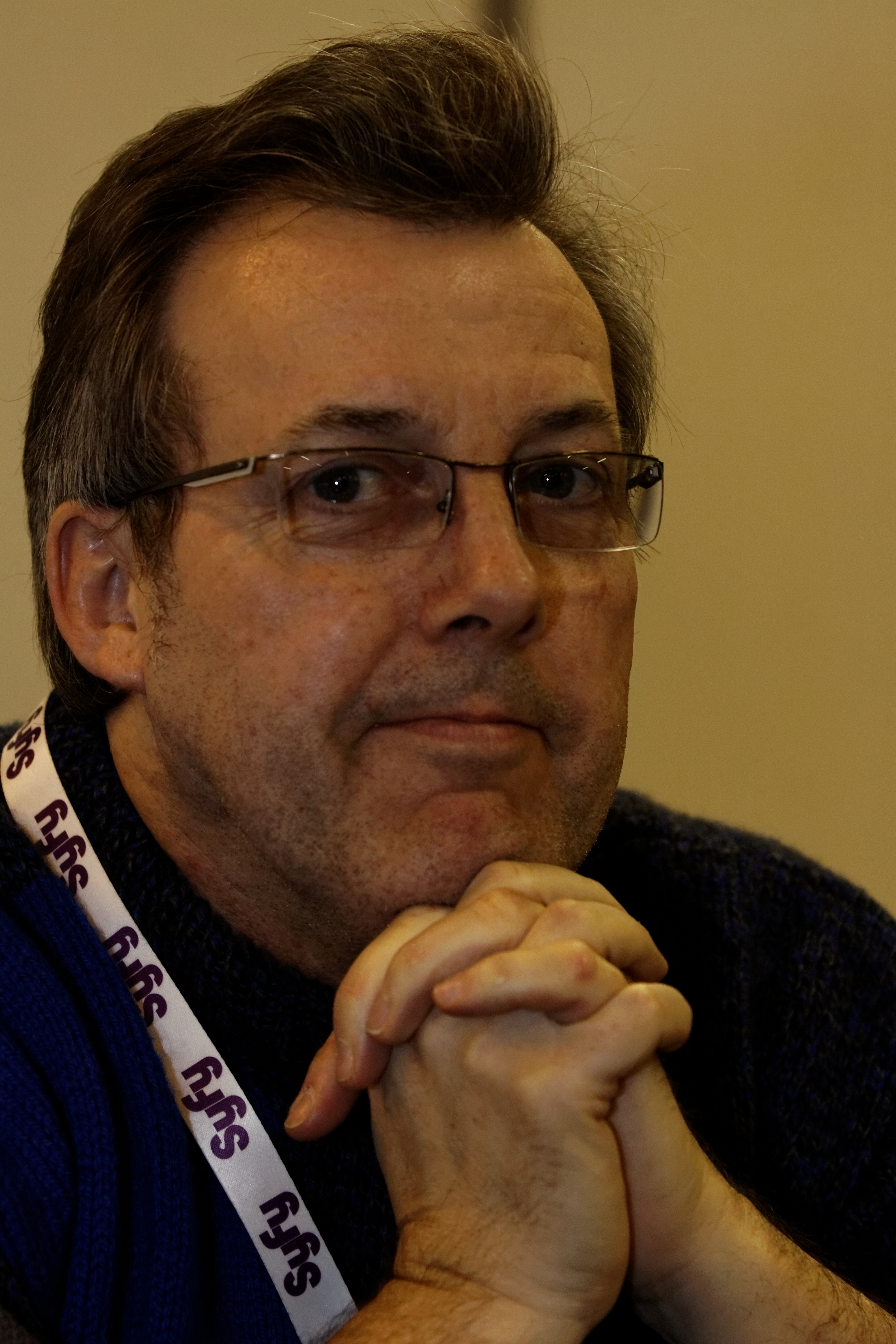
Manchu en 2012.
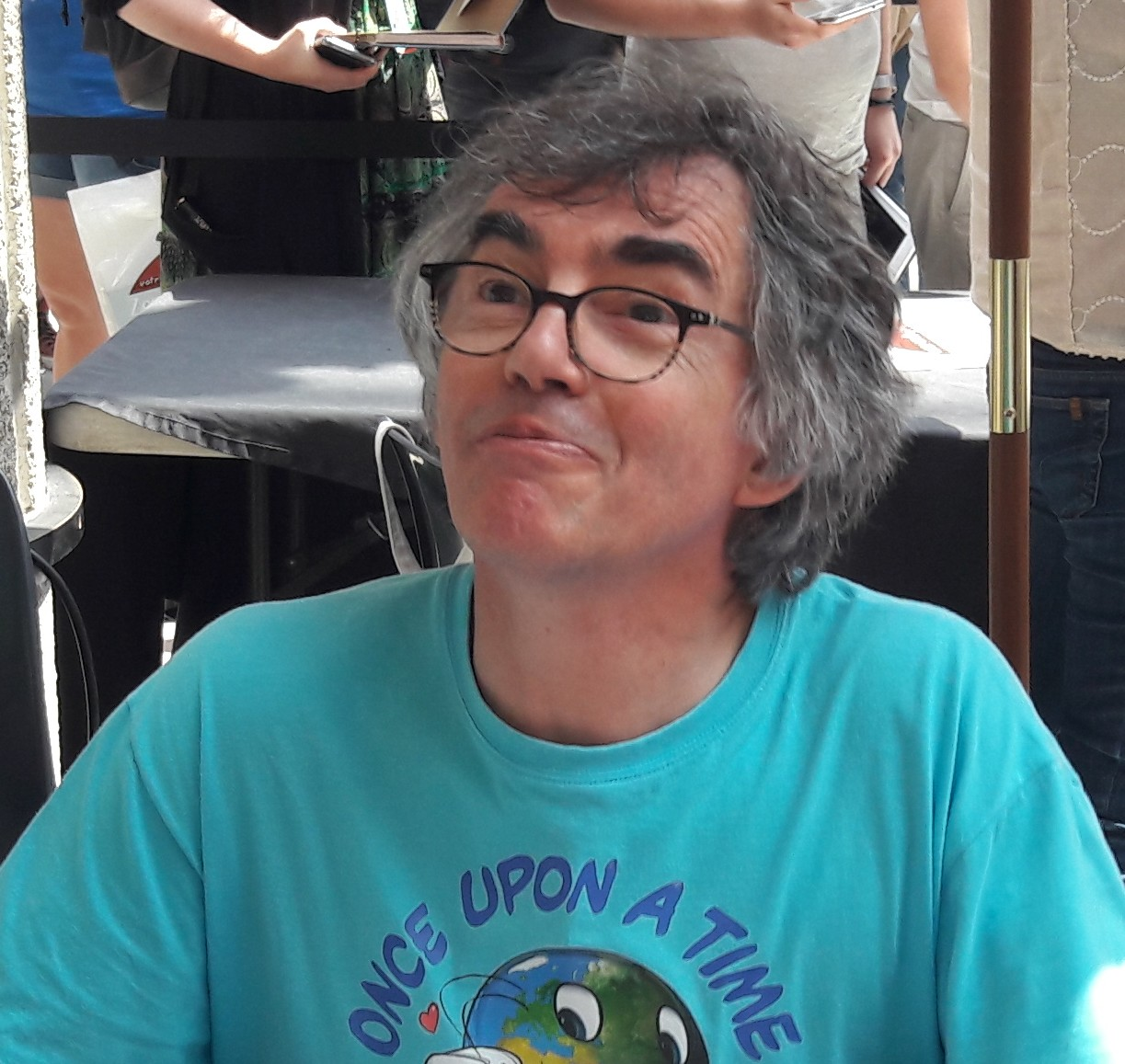
Jean Barbaud en 2017.

## Production

### Esthétique visuelle et musicale
Bénéficiant du savoir-faire japonais en matière d'animation, les décors de la série restent encore pertinents au XXIe siècle. C'est l'illustrateur français Manchu qui est à l'origine de la conception de la plupart des véhicules et décors de science-fiction. Son style, très réaliste, confère une atmosphère et une identité toute particulière à la série. Manchu continue de produire de très nombreuses couvertures de romans de science-fiction aux éditions françaises.
Comme dans l'opus précédent, Il était une fois… l'Homme, le design des personnages est réalisé par Jean Barbaud. Du point de vue logique, Il était une fois… l'Espace est une série « à système », avec des personnages très typés, et des principes de fonctionnement posés dès le départ. Ainsi, les flottes de vaisseaux spatiaux par exemple, sont conçues de manière très rationnelle, chaque véhicule ayant des caractéristiques bien précises, de la minuscule navette de type Puce de l'espace au gigantesque paquebot Cosmopolitain, en passant par les corvettes de classe Libellule et les croiseurs légers de classe Colibri. On les retrouve en fonction des missions des équipes au long des différents épisodes.
La bande originale est écrite et dirigée par Michel Legrand. Le générique de début, qui figure sous forme de plan séquence, représente le voyage d'un vaisseau depuis la Terre vers l'infini de l'espace, en passant par les planètes du système solaire (de la Terre à Uranus en passant par la ceinture d'astéroïdes), démontre la volonté de rigueur scientifique de la série. Pour les musiques d'ambiance, Michel Legrand s'appuya sur diverses formations orchestrales : jazz, musique de chambre, orchestre symphonique, rock, musique électronique, etc. Le générique d'ouverture de la version japonaise, diffusée en 1984, est un montage d'images originales issues de la série, avec en bande son la chanson Ginga no Joou interprétée par Tatsuya Matsuno. Le générique de fin reprend une partie des visuels du générique d'ouverture original, avec en bande son la chanson Ai no Mori.

### Principes moraux et narratifs de la série
L'émission Il était une fois… l'Espace tranche nettement avec les autres séries produites par Albert Barillé puisqu'elle n'a pas qu'une vocation éducative, mais également un sens dramatique. Même si le schéma directeur reste manichéen avec des personnages positifs, comme la Confédération d'Oméga, et des personnages négatifs, symbolisés par Cassiopée, la série aborde des thèmes célèbres de science-fiction. Ainsi, il y a plusieurs révolutions des machines contre leurs créateurs, ou bien une dimension supérieure d'êtres spirituels rencontrés au premier et aux derniers épisodes. La série affiche de plus un féminisme assez affirmé et rare pour l'époque, puisque la chef suprême du camp des humains est une femme (la présidente Pierrette) et que les héros principaux que l'on suit dans une mission nouvelle à chaque épisode sont souvent une équipe « paritaire » formée de Pierrot et Psi/Mercedes.
Contrairement à certaines séries de science-fiction japonaises de l'époque (Albator, le corsaire de l'espace ou Goldorak), la Terre ne joue pas un rôle central dans Il était une fois… l'Espace. Le siège de la Confédération Galactique se situe sur la lointaine planète Oméga, fort éloignée de la Terre. La Confédération se compose de multiples puissances alliées : Scorpion, Vega, Aldebaran, Auriga, Hydra et, initialement, Cassiopée. À ce titre, Il était une fois… l'Espace s'inspire de la série Star Trek[réf. nécessaire].
Bien que la société de production (Procidis) d'Albert Barillé soit française, de nombreux pays ont participé à la réalisation de cette série (Belgique, Canada, Espagne, Italie, Japon, Norvège, Pays-Bas, Suède et Suisse). Cette coproduction mondiale se ressent dans les histoires et le choix des personnages, résolument « progressistes » : Psi, l'héroïne féminine, se prénomme en fait « Mercedes » et est typée brésilienne, la présidente de la République, chef suprême d'Oméga, est une scientifique démocratiquement élue (Pierrette, mère de Pierrot), tous les types raciaux sont représentés, les actions de la Police spatiale sont autant d'aider des naufragés que d'explorer, etc.
À l'instar des personnages de la série Star Trek, les héros Pierrot, Psi et Métro explorent l'espace à la recherche de nouvelles civilisations. Une autre source d'inspiration est la théorie des anciens astronautes, spéculation ufologique relative à de supposés contacts préhistoriques avec des extra-terrestres. Ici; cette théorie est apparente à divers degrés (Les Cro-Magnons, Les Incas, L’Atlantide, La planète Mytho, Les anneaux de Saturne, Un monde hostile, L'infini de l'espace). Même si Il était une fois… l'espace ne se veut pas aussi didactique que Il était une fois… l'Homme ou … la Vie, beaucoup d'histoires reprennent, à peine modifiés, des épisodes mythologiques ou des légendes européennes comme David et Goliath, Prométhée, les dieux de l'Olympe, la Pomme de Discorde, l'Atlantide, les Horaces et les Curiaces.
De grandes questions existentielles sont également présentées : 
- l'Humanité est mise face à la modernité et aux machines, ce qui procure de nombreuses interactions entre êtres vivants et machines
- La planète Mytho : Un groupe de naufragés met en pratique un ordre moral biaisé de se prendre pour des Dieux.

Il y a aussi les limites de la technologie ou les comparaisons entre une paix armée sous la férule d'un dictateur et la difficulté d'assurer l'ordre en démocratie, par exemple.
Certaines planètes visitées par les personnages sont des répliques de la Terre à une époque de son histoire ; cela permet quelques intermèdes didactiques sur ces périodes. De ce fait, concernant les peuples humains, les Incas et les hommes de Cro-Magnon sont mis en lumière. La faune mise en avant vaut pour les dinosaures du Crétacé et la description du comportement social des termites et des fourmis.
La quarantaine galactique est appliquée aux civilisations moins évoluées par la « confédération d'Oméga », qui regroupe Terriens et extraterrestres. À la fin de la série, Oméga et les autres civilisations apprennent qu'elles-mêmes font l'objet d'une quarantaine de la part d'espèces super-évoluées,.

## Faux-raccords
Dans l'épisode 9 Cassiopée, le Professeur définit la distance entre les Tritons et le Soleil de Colère à 2 milliards de km (épisode 9, séquence du conseil d'Oméga), alors que dans l'épisode suivant la Planète déchiquetée, Maestro la définit à 5 milliards de km (épisode 10, séquence du conseil d'Oméga).

## Distribution (voix)
- Roger Carel : Maestro, le colonel Pierre, Métro, le Nabot
- Annie Balestra : la présidente Pierrette, Psi
- Vincent Ropion : Pierrot
- Alain Dorval : le commandant Legros, le général Le Teigneux
- José Luccioni (épisodes 1 et 2), William Coryn (épisodes 3 à 5) puis Gilles Laurent (voix principale) : Petit Gros
- Sady Rebbot : Murdock, Petit Gros (épisodes 6 à 11)
- Claude Chantal : Silva
- Yves-Marie Maurin : Gillio et le grand ordinateur
- Bernard Tiphaine : ordinateurs de bord
- Claude Dasset : le créateur des humanoïdes
- Marcelle Lajeunesse et Jacques Ferrière : voix additionnelles

 Source et légende : version française (VF) sur RS Doublage et Planète Jeunesse

## Produits dérivés
La série entière ainsi que le film, sont disponibles en coffrets DVD et VHS. En 2001, l'intégralité de la bande originale de Michel Legrand a également bénéficié d'une parution en double-CD sous le label Loga-Rythme.